# Ginástica artística nos Jogos Pan-Americanos de 2011 - Equipes femininas
A competição por equipes femininas foi um dos eventos da ginástica artística nos Jogos Pan-Americanos de 2011. Foi disputada no Complexo Nissan de Ginástica no dia 24 de outubro.

## Calendário
Horário local (UTC-6).
| Data          | Horário | Fase                     |
| ------------- | ------- | ------------------------ |
| 24 de outubro | 13:00   | Subdivisão 1 – Rotação 1 |
| 24 de outubro | 13:20   | Subdivisão 1 – Rotação 2 |
| 24 de outubro | 13:40   | Subdivisão 1 – Rotação 3 |
| 24 de outubro | 14:00   | Subdivisão 1 – Rotação 4 |
| 24 de outubro | 14:20   | Subdivisão 1 – Rotação 5 |
| 24 de outubro | 16:00   | Subdivisão 2 – Rotação 1 |
| 24 de outubro | 16:20   | Subdivisão 2 – Rotação 2 |
| 24 de outubro | 16:40   | Subdivisão 2 – Rotação 3 |
| 24 de outubro | 17:00   | Subdivisão 2 – Rotação 4 |
| 24 de outubro | 17:20   | Subdivisão 2 – Rotação 5 |

## Medalhistas
|  | USA Estados Unidos                                                                        |  | CAN Canadá                                                                                             |  | MEX México                                                                                |
|  | Bridgette Caquatto Jessie DeZiel Brandie Jay Shawn Johnson Grace McLaughlin Bridget Sloan |  | Kristina Vaculik Peng-Peng Lee Coralie Leblond-Chartrand Mikaela Gerber Dominique Pegg Talia Chiarelli |  | Marisela Cantú Yessenia Estrada Elsa García Ana Estefanía Lago Alexa Moreno Karla Salazar |

## Resultados

### Final
| Pos.              | País |        |        |        |        | Total   |
| ----------------- | --- | ------ | ------ | ------ | ------ | ------- |
| Medalha de ouro   | USA Estados Unidos Bridgette Caquatto Jessie DeZiel Brandie Jay Shawn Johnson Grace McLaughlin Bridget Sloan      | 59.200 | 56.600 | 52.625 | 51.325 | 219.750 |
| Medalha de prata  | CAN Canadá Kristina Vaculik Peng-Peng Lee Coralie Leblond-Chartrand Mikaela Gerber Dominique Pegg Talia Chiarelli | 56.050 | 51.425 | 55.175 | 54.800 | 217.450 |
| Medalha de bronze | MEX México Elsa García Marisela Cantú Ana Estefanía Lago Karla Salazar Yessenia Estrada Alexa Moreno              | 56.400 | 52.975 | 53.075 | 51.875 | 214.325 |
| 4                 | COL Colômbia Nathalia Sánchez Bibiana Vélez Gabriela Gómez Jessica Gil Catalina Escobar Yurany Avendaño           | 55.625 | 52.450 | 51.250 | 50.650 | 209.975 |
| 5                 | BRA Brasil Daniele Hypólito Bruna Leal Adrian Nunes Priscila Cobello Daiane dos Santos Gabriela Soares            | 56.175 | 48.900 | 53.425 | 51.325 | 209.825 |
| 6                 | VEN Venezuela Yarimar Medina Fanny Briceño Ivet Rojas Yoselin Peña Eliana González Johanny Sotillo                | 54.675 | 48.750 | 53.600 | 49.600 | 206.625 |
| 7                 | CUB Cuba Dovelis Torres Dayana Rodríguez Yahajara Sese Yaney Hernández                                            | 55.475 | 46.000 | 49.800 | 50.600 | 201.875 |
| 8                 | ARG Argentina Merlina Galera Lucila Estarli Belén Stoffel Agustina Estarli                                        | 52.600 | 43.675 | 47.100 | 49.150 | 192.525 |

### Qualificação por aparelhos

#### Individual geral
| Pos. | Ginasta            | País                     |        |        |        |        | Total  |
| ---- | ------------------ | ------------------------ | ------ | ------ | ------ | ------ | ------ |
| 1    | Ana Sofía Gómez    | GUA Guatemala            | 14.550 | 12.825 | 14.675 | 13.375 | 55.425 |
| 2    | Peng-Peng Lee      | CAN Canadá               | 13.875 | 14.275 | 13.675 | 13.500 | 55.325 |
| 3    | Kristina Vaculik   | CAN Canadá               | 13.850 | 12.725 | 14.275 | 13.775 | 54.625 |
| 4    | Bridgette Caquatto | USA Estados Unidos       | 13.925 | 14.625 | 12.975 | 12.775 | 54.300 |
| 5    | Brandie Jay        | USA Estados Unidos       | 14.925 | 13.725 | 13.125 | 12.375 | 54.150 |
| 6    | Marisela Cantú     | MEX México               | 13.425 | 13.650 | 13.450 | 12.675 | 53.200 |
| 8    | Daniele Hypólito   | BRA Brasil               | 14.025 | 12.200 | 13.500 | 13.375 | 53.100 |
| 9    | Elsa García        | MEX México               | 14.125 | 13.500 | 11.950 | 13.300 | 52.875 |
| 10   | Jessica Gil        | COL Colômbia             | 14.075 | 12.400 | 13.600 | 12.800 | 52.875 |
| 14   | Bruna Leal         | BRA Brasil               | 14.075 | 12.400 | 13.600 | 12.800 | 52.875 |
| 15   | Ivet Rojas         | VEN Venezuela            | 14.075 | 12.400 | 13.600 | 12.800 | 52.875 |
| 17   | Catalina Escobar   | COL Colômbia             | 15.075 | 11.800 | 12.400 | 13.075 | 52.350 |
| 19   | Dovelis Torres     | CUB Cuba                 | 14.175 | 12.050 | 11.975 | 13.500 | 51.700 |
| 21   | Yoselin Peña       | VEN Venezuela            | 13.825 | 11.400 | 13.275 | 13.050 | 51.550 |
| 23   | Dayana Rodríguez   | CUB Cuba                 | 13.975 | 11.775 | 12.700 | 12.725 | 51.175 |
| 25   | Yamilet Peña Abreu | DOM República Dominicana | 14.150 | 11.150 | 12.500 | 12.525 | 50.325 |
| 29   | Daisy Pinto        | CHI Chile                | 13.150 | 12.175 | 12.450 | 11.975 | 49.750 |
| 30   | Merlina Galera     | ARG Argentina            | 13.400 | 10.675 | 12.525 | 13.025 | 49.625 |
| 31   | Paula Mejías       | PUR Porto Rico           | 13.900 | 11.150 | 11.175 | 13.000 | 49.225 |
| 32   | Lucila Estarli     | ARG Argentina            | 13.725 | 10.475 | 12.625 | 12.375 | 49.200 |
| 34   | Sandra Collantes   | PER Peru                 | 13.625 | 10.375 | 11.800 | 12.825 | 48.625 |
| 35   | Martina Castro     | CHI Chile                | 13.475 | 9.000  | 12.950 | 12.650 | 48.075 |
| 36   | Elid Helwigg       | ECU Equador              | 13.000 | 10.300 | 11.700 | 12.500 | 47.500 |
| 38   | Nicolle Vázquez    | PUR Porto Rico           | 12.900 | 10.200 | 11.950 | 11.650 | 46.700 |

Somente puderam se classificar duas atletas por país. Abaixo, as ginastas na qual as notas não foram computadas para a classificação da final do individual geral:
- CAN Mikaela Gerber 53.150 (7º)
- MEX Karla Salazar 52.725 (11º)
- MEX Ana Estefanía Lago 52.625 (12º)
- CAN Talia Chiarelli 52.625 (13º)
- USA Grace McLaughlin 52.500 (16º)
- CAN Coralie Leblond 52.075 (18º)
- BRA Adrian Nunes 51.650 (20º)
- MEX Yessenia Estrada 51.475(22º)
- COL Nathalia Sánchez 50.400 (24º)
- VEN Yarimar Medina 50.175 (26º)
- CUB Yaney Hernández 50.100 (27º)
- VEN Fanny Briceño 49.900 (28º)
- CUB Yahajara Sese 48.900 (33º)
- ARG Belén Stoffel 46.600 (37º)

#### Salto
| Pos. | Ginasta            | País                     |        |
| ---- | ------------------ | ------------------------ | ------ |
| 1    | Brandie Jay        | USA Estados Unidos       | 14.687 |
| 2    | Catalina Escobar   | COL Colômbia             | 14.312 |
| 3    | Yamilet Peña Abreu | DOM República Dominicana | 14.087 |
| 4    | Elsa García        | MEX México               | 14.000 |
| 5    | Jessica Gil        | COL Colômbia             | 14.000 |
| 6    | Adrian Nunes       | BRA Brasil               | 13.925 |
| 7    | Daniele Hypólito   | BRA Brasil               | 13.850 |
| 8    | Paula Mejías       | PUR Porto Rico           | 13.700 |

Reservas
- CAN Kristina Vaculik 13.687
- MEX Ana Estefanía Lago 13.637
- ARG Lucila Estarli 13.512

#### Barras assimétricas
| Pos. | Ginasta            | País               |        |
| ---- | ------------------ | ------------------ | ------ |
| 1    | Bridgette Caquatto | USA Estados Unidos | 14.625 |
| 2    | Shawn Johnson      | USA Estados Unidos | 14.400 |
| 3    | Peng-Peng Lee      | CAN Canadá         | 14.275 |
| 4    | Marisela Cantú     | MEX México         | 13.650 |
| 5    | Bibiana Vélez      | COL Colômbia       | 13.600 |
| 6    | Elsa García        | MEX México         | 13.500 |
| 7    | Nathalia Sánchez   | COL Colômbia       | 13.250 |
| 8    | Ivet Rojas         | VEN Venezuela      | 13.200 |

Reservas
- GUA Ana Sofía Gómez 12.825
- CAN Kristina Vaculik 12.725
- BRA Bruna Leal 12.650

#### Trave
| Pos. | Ginasta          | País          |        |
| ---- | ---------------- | ------------- | ------ |
| 1    | Ana Sofía Gómez  | GUA Guatemala | 14.675 |
| 2    | Kristina Vaculik | CAN Canadá    | 14.275 |
| 3    | Karla Salazar    | MEX México    | 14.075 |
| 4    | Talia Chiarelli  | CAN Canadá    | 13.675 |
| 5    | Jessica Gil      | COL Colômbia  | 13.600 |
| 6    | Yessenia Estrada | MEX México    | 13.600 |
| 7    | Fanny Briceño    | VEN Venezuela | 13.525 |
| 8    | Priscila Cobello | BRA Brasil    | 13.500 |

Reservas
- BRA Daniele Hypólito 13.500
- VEN Ivet Rojas 13.475
- USA Jessie DeZiel 13.275

#### Solo
| Pos. | Ginasta            | País               |        |
| ---- | ------------------ | ------------------ | ------ |
| 1    | Mikaela Gerber     | CAN Canadá         | 13.950 |
| 2    | Ana Estefanía Lago | MEX México         | 13.800 |
| 3    | Kristina Vaculik   | CAN Canadá         | 13.775 |
| 4    | Dovelis Torres     | CUB Cuba           | 13.500 |
| 5    | Daniele Hypólito   | BRA Brasil         | 13.375 |
| 6    | Ana Sofía Gómez    | GUA Guatemala      | 13.375 |
| 7    | Elsa García        | VEN Venezuela      | 13.300 |
| 8    | Jessie DeZiel      | USA Estados Unidos | 13.150 |

Reservas
- COL Catalina Escobar 13.075
- VEN Yoselin Peña 13.050
- ARG Merlina Galera 13.025